# ناحیه دوراند، شهرستان بلترامی، مینه سوتا
ناحیه دوراند (به انگلیسی: Durand Township) یک منطقهٔ مسکونی در ایالات متحده آمریکا است که در شهرستان بلترامی، مینه‌سوتا واقع شده‌است.
 ناحیه دوراند ۴۷٫۵ کیلومتر مربع مساحت و ۱۷۵ نفر جمعیت دارد و ۴۲۱ متر بالاتر از سطح دریا واقع شده‌است.